# اللوحة السوداء (مسلسل)
اللوحة السوداء مسلسل سوري من إنتاج التلفزيون العربي السوري سنة 2001 يتألف من 25 حلقة من إخراج محمد فردوس أتاسي.

## قصة المسلسل
يتناول المسلسل قصة الرسام الشاب معتز الذي يقوم بدوره الفنان سامر المصري الذي تخرج من كلية الفنون الجميلة ويبحث عن عمل فلا يجده ويبحث عن قاعة لكي يعرض أعماله الفنية فلا يجدها أيضا ويصيب بصدمة عندما تقرر حبيبته ( سلمى ) مرح جبر الزواج من ابن عمها (صطيف ) لعدم تمكن معتز من فتح بيت خاص بهم بسبب ظروفه المادية السيئة ثم تتطور الأحداث ويصبح معتز شخصا ثريا في غضون أيام لتورطة في قضية تهريب اللوحات الفنية.

## أبطال المسلسل
- رفيق سبيعي
- طلحت حمدي
- سامر المصري
- مرح جبر
- فاديا خطاب
- هالة شوكت
- هاني الروماني
- عبير شمس الدين
- نضال سيجري
- محمد خير الجراح
- مريم علي
- ليلى جبر
- مأمون الفرخ
- كمال البني
- عصام عبه جي
- فيلدا سمور
- أحمد منصور
- أحمد مللي
- جرجس جبارة
- جهاد عبدو
- صالح الحايك
- الليث المفتي
- محمد خاوندي
- تولاي هارون

## مواضيع ذات صلة
http://www.youtube.com/watch?v=PYZLzDbgyHI
http://www.mazikadrama.com/moslsl876